# A Gray State
A Gray State ist ein Dokumentarfilm aus dem Jahr 2017 unter der Regie von Erik Nelson und produziert von Werner Herzog, der erstmals im A&E Network ausgestrahlt wurde.

## Vorgeschichte
Der Film thematisiert den Selbstmord des aufstrebenden 29-jährigen Dokumentarfilmers David Crowley und die Morde an seiner Frau und seiner fünfjährigen Tochter im Jahr 2014. David, seine 28-jährige Frau Komel, eine Diätassistentin, und ihr Kind wurden 2014 in Apple Valley von einem Nachbarn im Januar 2014 tot aufgefunden. Komel Crowley wuchs als Muslimin in Pakistan auf und konvertierte zum Christentum, als sie David heiratete. Die Leichen der drei Crowleys wurden tagelang nicht gefunden und vor ihrer Entdeckung vom Hund der Familie zerrissen, der noch am Leben war, als die Polizei eintraf.
Crowley arbeitete bis zum Tatzeitpunkt an einem Projekt namens The Rise über das Gray State Model. Der dramaturgische Handlungsbogen des Films umfasst einen Polizeistaat, Kriegsrecht, Razzien und sozialen Zusammenbruch. Eine Polizeiakte über den Vorfall, die im Januar 2021 veröffentlicht wurde, beschreibt den angeblichen Mord-Suizid im Detail. So soll Crowley seine Frau und seine Tochter, zwei Stunden bevor er sich selbst in den Vorderkopf schoss, getötet haben. Die Polizei fand am Tatort die arabische Phrase Allahu Akbar in Blut an der Hauswand.

## Handlung
Der Film erzählt die Geschichte von Crowleys Militärdienst im Irak und in Afghanistan. Im Anschluss hatte er eine Filmschule besucht. 2010 begann er als christlicher Armee-Veteran ein Drehbuch mit dem Titel Gray State zu schreiben, in dem ein totalitäres ausländisches Regime die US-Regierung erobert und eine Gruppe von Patrioten in den Widerstand geht. Auf LinkedIn beschrieb Crowley Gray State als einen Film über den Niedergang der Gesellschaft unter Kriegsrecht.
Crowley schrieb sechs sehr unterschiedliche Storyline-Entwürfe des Drehbuchs und drehte drei Trailer, für die er vorsprach, probte und die Schauspieler inszenierte. Er zeichnete Storyboards, entwarf Kostüme, suchte Drehorte, besorgte Drehgenehmigungen, fungierte als Kameramann, der bis zu vier Kameras gleichzeitig beaufsichtigte und komponierte Musik und Spezialeffekte. Er beklagte vor dem Vorfall in seinen Bemühungen den Film zu finanzieren und zu drehen den Verlust von Investoren. Gerüchte kommen auf, dass Regierungsbeamte für diese Todesfälle verantwortlich sind.

## Trailer
2012 veröffentlichte Crowley einen Trailer für Gray State auf YouTube. Dieser wurde bis Januar 2021 dreieinhalb Millionen Mal angesehen. Der Film hat mehr als siebenundfünfzigtausend Follower auf Facebook. Zu seinen Unterstützern gehören unter anderem Verschwörungstheoretiker und Prepper. Crowley kommentierte, dass Libertäre, Veteranen und viele Militärangehörige daran glauben, dass die Regierung Pläne habe das Kriegsrecht zu verhängen, Waffen zu konfiszieren, und Dissidenten in von der FEMA gebauten Lagern zu inhaftieren.

## Finanzierung
Nach dem Hochladen des Trailers, sprach Crowley bei einer Ron-Paul-Veranstaltung in Tampa, um Geld für sein Filmprojekt einzuwerben.
Während einer Crowdsourcing-Kampagne sammelte Crowley mehr als sechzigtausend Dollar. Einen Großteil der Summe erhielt er, nachdem der konservative Radiokommentator Alex Jones Crowley und Danny Mason in seiner Radiosendung Infowars im Jahr 2012 zu Gast hatte, um über das Filmprojekt zu diskutieren. Dabei bemerkte Jones, dass die in Gray State dargestellte Welt bereits von der Wirklichkeit eingeholt worden sei: „Wir befinden uns bereits in einem wissenschaftlich entworfenen Orwellschen Kontrollsystem, das dazu bestimmt ist, die Menschen wie natürliche Ressourcen zu verbrauchen.“

## Postmortale Verschwörungstheorien
Entgegen dem offiziellen Polizeibericht kursierten nach Crowleys Suizid in dessen Fangemeinde Gerüchte im Internet und der Facebookgruppe Justice for David Crowley & family (Gerechtigkeit für David Crowley & Familie), wonach sein Tod als verdächtig und mysteriös dargestellt wurde, verbunden mit der Verdächtigung, Regierungsagenten hätten ihn wahrscheinlich ermordet, um zu verhindern, dass der Film gedreht wird.

## Sonstiges
Der Filmproduzent Herzog und der Regisseur Nelson hatten zuvor bei dem Film Grizzly Man von 2005 zusammengearbeitet, den Nelson produzierte und bei dem Herzog die Regie führte.